# Pfarrkirche Roppen

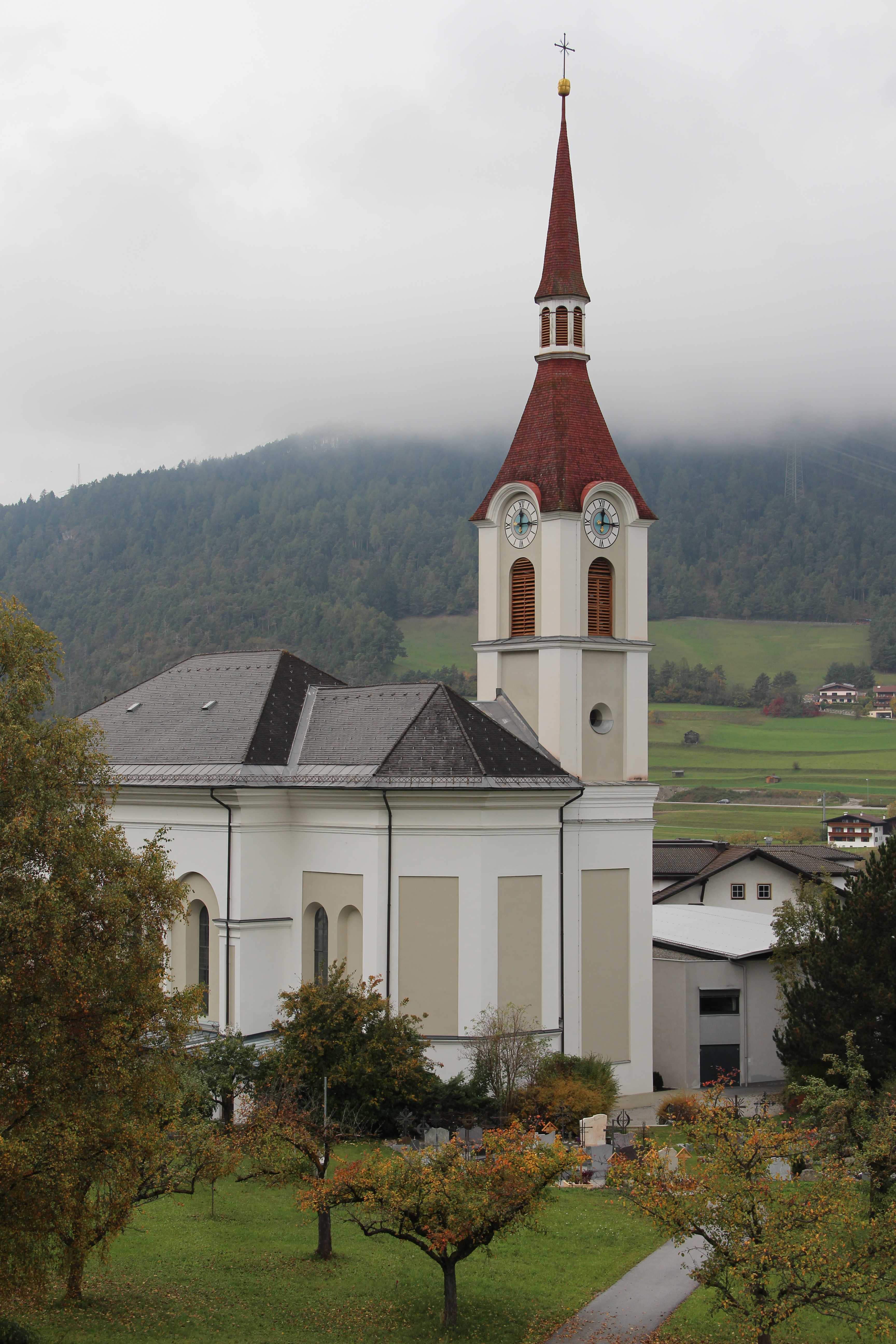
Pfarrkirche zum Hl. Leonhard mit Nordturm

Die römisch-katholische Pfarrkirche Roppen, geweiht dem Heiligen Leonhard, befindet sich im Ortszentrum (Ortschaft Mairhof) von Roppen auf 724 Meter Seehöhe. Es handelt sich um einen klassizistischen Bau mit neuromanischen Elementen. Sie gehört zum Dekanat Imst in der Diözese Innsbruck. Das Gebäude steht unter Denkmalschutz.

## Lagebeschreibung
Das Kirchengebäude steht am Ortsrand der Ortschaft Mairhof auf der rechten Seite des Inns etwas erhöht am Hang. Der Bau ist von einem Friedhof umgeben, direkt daran grenzen der Veranstaltungssaal der Gemeinde und die Volksschule an.

## Geschichte

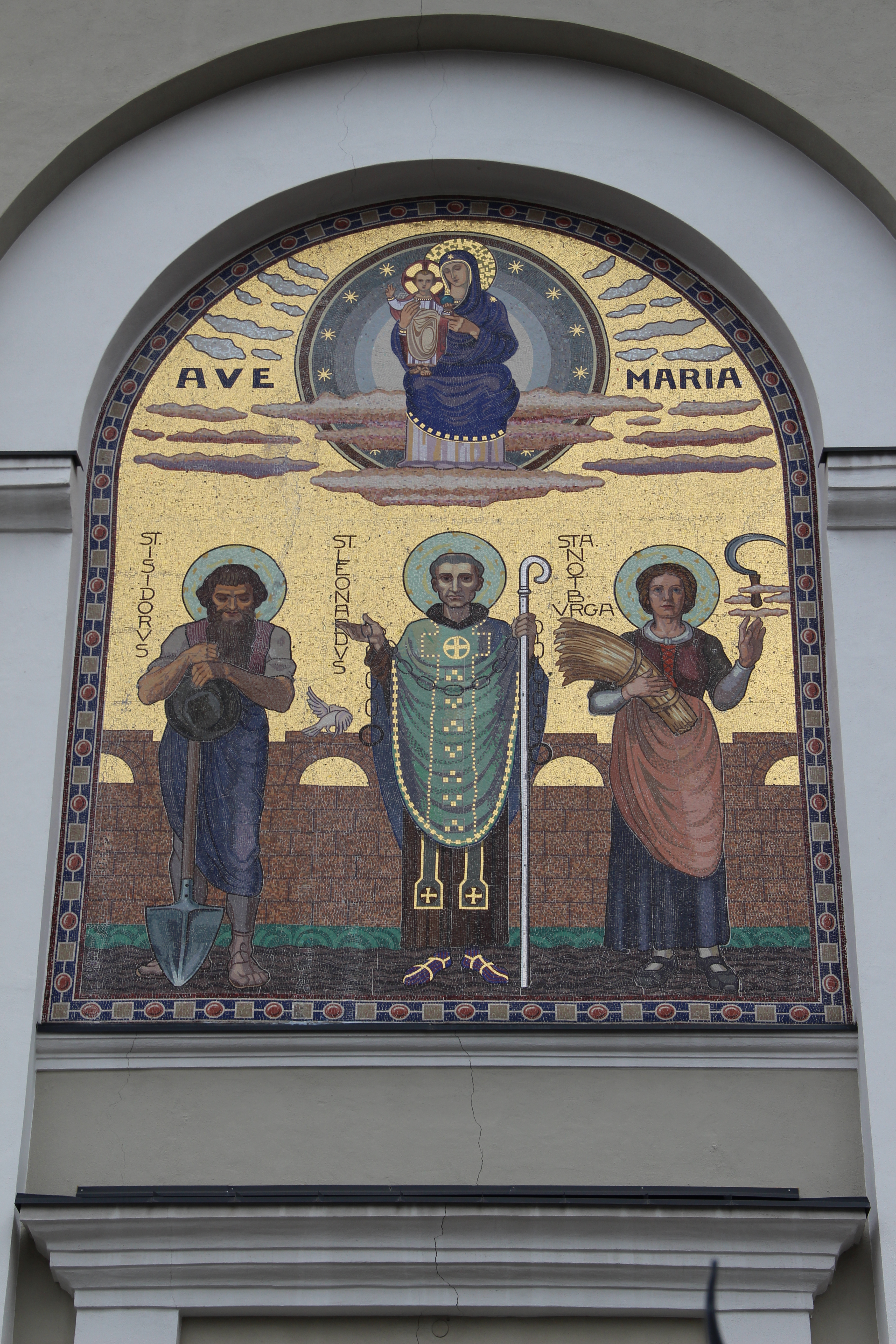
Mosaik mit den drei Heiligen Isidor, Leonhard und Notburga

1337 wird erstmals eine „Lienhardskirche“ urkundlich erwähnt, die von Imst aus betreut wurde. Ab 1534 war der Kaplan in Karres für die Seelsorge in Roppen zuständig, 1745 erhielt Roppen eine eigene Kuratie. 1775 wurde die Kirche vergrößert. Die heutige Kirche wurde 1853 nach Plänen des k.k. Bezirksingenieur von Imst und Reutte, Joseph Rokita (1811–1887) im klassizistischen Stil mit neuromanischen Elementen neu errichtet und 1862 fertiggestellt. 1891 wurde die Kirche zur Pfarrkirche erhoben. Direkt gegenüber der Kirche wurde 1899 eine Lourdeskapelle am alten Friedhof erbaut, wo vor dem Bau der neuen Pfarrkirche die gotische Leonhardskirche stand.
Zwischen 1909 und 1910 wurde die Kirche deutlich umgestaltet, der Imster Künstler Emanuel Raffeiner zeichnete für die Ausmalung von Decke und Wänden mit figuralen und dekorativen Fresken verantwortlich. Im Ersten und Zweiten Weltkrieg wurden die Glocken der Kirche eingeschmolzen, 1949 erhielt die Kirche ein neues Geläut. Die große Glocke wurde erst 1973 ersetzt und am Palmsonntag desselben Jahres geweiht. 1985 wurde der neue Friedhof im Osten der Kirche eingeweiht. Zuvor wurden im Zuge einer Innenrestaurierung von 1962 bis 1964 wurden sowohl Altarausstattung als auch die bunten Glasfenster entfernt. Auch die gesamte Wandmalerei wurde übertüncht.
Von 1987 bis 1994 wurde die Kirche renoviert, dabei wurden auch die Deckengemälde restauriert und die Wandmalereien Raffeiners anhand seiner Entwürfe neu geschaffen. Im Zuge derselben Renovierung wurden auch neugotische Altäre, das Chorgestühl und die Rahmen der Kreuzwegstationen von der Pfarrkirche Bach im Lechtal erworben. Die Renovierung und Neugestaltung wurde von der Brunecker Firma Pescoller durchgeführt.
Eine Gedenktafel aus weißen Marmor erinnert neben dem Eingangsportal an den in Roppen geborenen letzten Fürstbischof von Gesamttirol Johannes Raffl, der von 1921 bis 1927 der Diözese Brixen als Oberhirte vorstand. 1923 freute sich die Roppener Pfarrgemeinde besonders, dass der Fürstbischof die Weihe des damals in Wien gegossenen Glockengeläuts vornahm.

## Architektur

### Außenbeschreibung

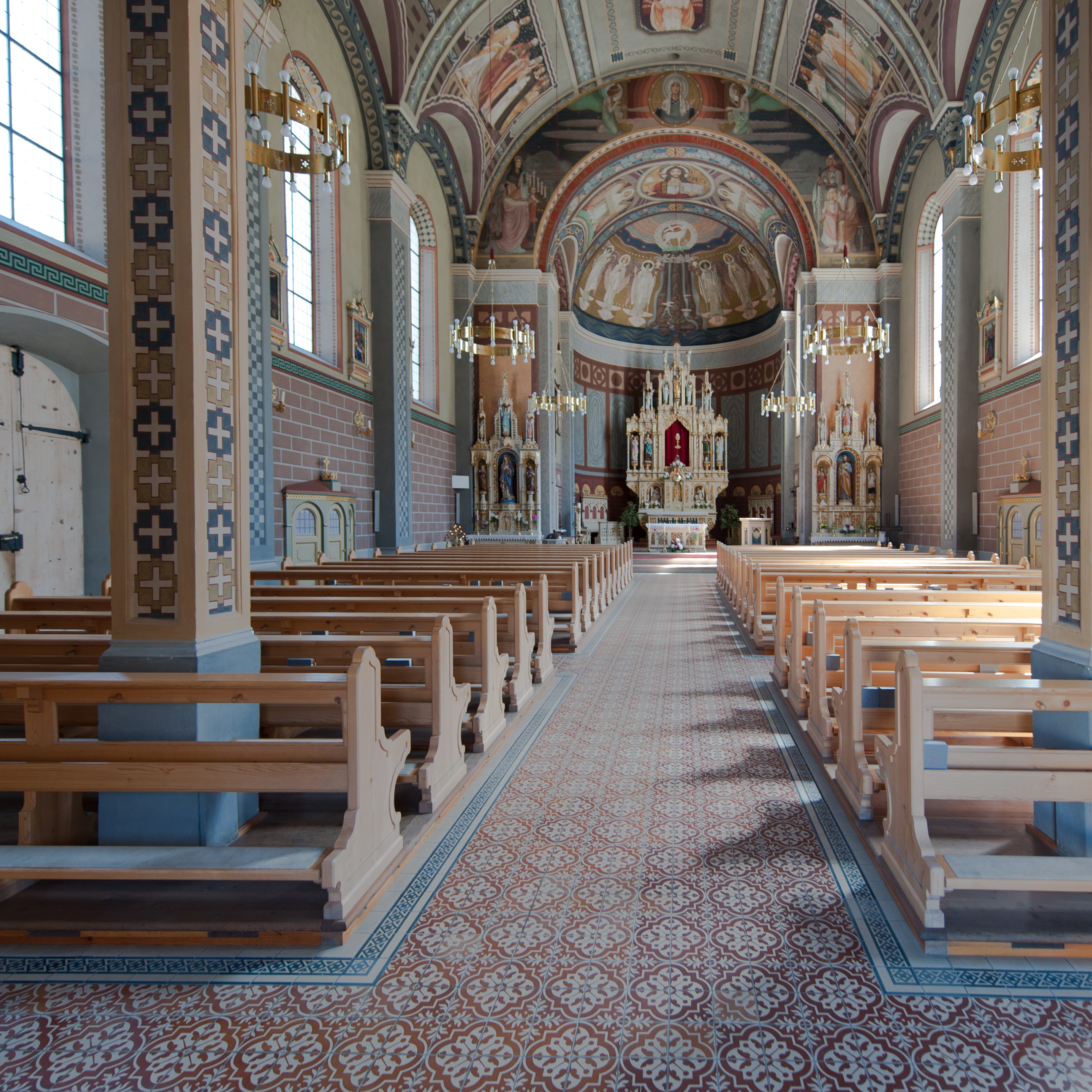
Innenraum

Die Kirche wurde im neuromanisch-klassizistischen Stil erbaut. Der Chor wird an der Außenseite durch Lisenen und das Langhaus durch Pilaster mit Blendarkadenfeldern gegliedert. Der Nordturm weist Ecklisenen und rundbogige Schallfenster auf. Auf dem Dachansatz befindet sich eine polygonale Laterne mit Spitzdach. Unterhalb des Daches verläuft am Langhaus umlaufend ein Kaffgesims und profiliertes Gebälk. An der Westfassade ist ein Mittelrisalit mit Dreiecksgiebel. Darunter liegt in einem hohen Blendbogen ein Mosaikfeld, das die Madonna und die Heiligen Isidor, Leonhard und Notburga zeigt. Es wurde von Josef Pfefferle nach einem Entwurf von Emanuel Raffeiner ausgeführt. An Nord-, West- und Südseite wurden lisenengerahmte Rundbogenportale eingebaut. An der Westseite ist in einen Portalstein die Jahreszahl der Grundsteinlegung 1854 eingraviert.
Im Nordostteil der Kirche befindet sich der etwa 50 m hohe Turm, der ein Spitzdach mit aufgesetzter polygamer Laterne trägt. Darin befindet sich sechsstimmiges Geläute, welches 1949 von der Glockengießerei Grassmayr angeschafft wurde. Als 1978 ein Riss an der großen Glocke festgestellt wurde, musste diese umgegossen werden. 2014 wurde die Anlage durch die Absamer Läutenanlagen umfassend saniert. Die alten
HEW-Motoren wurden generalüberholt und neue gewickelt. Die kleinste Glocke diente früher als Sterbeglocke und wurde händisch geläutet. Bei der Sanierung schloss man diese an das Stromnetz an und integrierte sie in das bisherige Vollgeläute. Die Glocken erklingen in den Tönen des1 – es1 – ges1 – as1 – b1 – des2. Die Gewichte der Glocken sind 1871 kg – 1521 kg – 770 kg – 530 kg – 290 kg – 220 kg.

### Innenbeschreibung
Im Inneren ist die Kirche ein großer tonnengewölbter Saalraum. Die gemalten Gurtbögen über kräftigen Pilastern lassen den Kirchenraum vierjochig erscheinen. Der einjochige Chorraum ist ebenfalls tonnengewölbt und gegenüber dem Langhaus eingezogen. Die Apsis ist rundbogig. Die Westempore ruht auf hohen schlanken Pfeilern. In den Gewölben befinden sich Malereien von Emanuel Raffeiner aus den Jahren 1909 und 1910: Die Chorwölbung enthält ein Deckengemälde mit Christus als Priester des Neuen Testaments, flankiert von zwei Engeln mit Schrifttafeln. Das Gemälde der Apsiswölbung zeigt das „Lamm Gottes“, die vier Paradiesströme und sechs Engel, die Leuchter und Gefäße tragen. In der Mitte des Langhauses ist die Krönung Mariens dargestellt sowie die zwölf Apostel und Figuren aus dem Alten Testament. In den vier seitlichen Feldern sind hinten rechts König David, Jakob, Moses, Johannes der Täufer, Abraham und Melchisedech dargestellt. Hinten links Agnes, Cäcilia, Margarethe, Barbara, Laurentius, Stephanus und zwei Kinder, vorne rechts Johannes, Andreas, Jakobus, Petrus, Paulus und ein unfertiges Porträt, vermutlich Bartholomäus zeigend. Vorne links sind der hl. Josef, Papst Pius X., Augustinus, Ambrosius, Thomas von Aquin und die Künstler Dante und Raffael zu sehen.
Über der Empore wurden im Gewölbe Engel mit einem Spruchband aufgemalt – Raffeiner vermischt in seiner Arbeit verschiedene Stilrichtungen, die vom Barock und Beuroner Kunstschule über Präraffaelismus und Historismus bis zu Realismus reichen. Auch der Jugendstil macht sich in manchen figuralen und dekorativen Malereien bemerkbar.
Die Stationsbilder stammen von Sabine Mühlberger (1846–1918). Eine Madonnenfigur in einer Andachtsnische stammt aus dem zweiten Drittel des 17. Jahrhunderts und ein Kruzifix aus dem 19. Jahrhundert.

## Orgel
Die pneumatische Orgel stammt von Franz (II.) Reinisch stammt aus dem Jahr 1899. Sie wurde 1994 generalsaniert, das neuromanische Orgelgehäuse blieb jedoch erhalten.